# Mizuho Athletic Stadium
O Estádio Mizuho Athletic (japonês: 名古屋市瑞穂公園陸上競技場, Hepburn: Nagoya-shi Mizuho Kōen Rikujō Kyōgi-jō, em inglês: Mizuho Athletic Stadium) é um estádio de uso multi-desportivo situado na cidade de Nagoia, no Japão.
Desde abril de 2015, este local possui direitos de nome (naming rights) com a empresa Paloma (que produz aquecedores de gás), recebendo o nome de Estádio Parque Atlético Paloma Mizuho (em inglês: Paloma Mizuho Park Athletic Stadium).

## Características
O Estádio Paloma Mizuho foi construído em 1941, com capacidade original para 27 mil pessoas. Juntamente com o Estádio de Toyota (em inglês:Toyota Stadium), serve como sede das partidas do Nagoya Grampus, time japonês integrante da J-League. O local serve especialmente para a prática do futebol.
Com projeção de melhorias, incluindo a expansão de sua capacidade atual, o estádio será um dos principais locais de eventos nos Jogos Asiáticos de 2026, que serão celebrados em Nagoia.